# Einheits-Tangentialbündel
In der Mathematik bezeichnet das Einheits-Tangentialbündel den Raum aller Tangentialvektoren der Länge 1 zu einer gegebenen Mannigfaltigkeit, zum Beispiel zu einer Fläche im {\displaystyle \mathbb {R} ^{3}}. Der Begriff spielt eine wichtige Rolle in der Differentialgeometrie und der Theorie der dynamischen Systeme.

## Definition
Es sei {\displaystyle (M,g)} eine Riemannsche Mannigfaltigkeit und {\displaystyle TM} ihr Tangentialbündel. Das Einheits-Tangentialbündel ist 
{\displaystyle T^{1}M:=\coprod _{x\in M}\left\{v\in T_{x}(M)\left|g(v,v)=1\right.\right\}.}
In der englischsprachigen Literatur wird das Einheits-Tangentialbündel häufig auch mit {\displaystyle UTM} bezeichnet.

## Topologische Eigenschaften
Das Einheits-Tangentialbündel {\displaystyle T^{1}M} ist ein Sphärenbündel über {\displaystyle M} also insbesondere auch ein Faserbündel. Die Fasern sind {\displaystyle (n-1)}-dimensionale Sphären für {\displaystyle n=\dim(M)}.
{\displaystyle T^{1}M} ist eine {\displaystyle (2n-1)}-dimensionale Mannigfaltigkeit. Sie ist genau dann kompakt, wenn {\displaystyle M} kompakt ist.

## Beispiele
- {\displaystyle T^{1}S^{2}} ist diffeomorph zu {\displaystyle \mathbb {R} P^{3}=SO(3)}.
- {\displaystyle T^{1}T^{2}} ist diffeomorph zum 3-Torus.

## Liouville-Maß
Auf {\displaystyle T^{1}M} ist eine kanonische 1-Form {\displaystyle \theta } definiert durch
{\displaystyle \theta _{u}(v)=g(u,\pi _{*}v)\ \forall \ u\in T^{1}M,v\in T_{u}(T^{1}M),}
wobei {\displaystyle \pi \colon T^{1}M\to M} die Projektion bezeichnet.
Die {\displaystyle (2n-1)}-Form {\displaystyle \theta \wedge (d\theta )^{n-1}} ist eine Volumenform und definiert ein Maß auf {\displaystyle T^{1}M}, das Liouville-Maß.
{\displaystyle T^{1}M} und das Liouville-Maß sind invariant unter dem geodätischen Fluss.